# Slone-Gletscher
Der Slone-Gletscher ist ein Gletscher im ostantarktischen Viktorialand. In den Admiralitätsbergen fließt er entlang der Nordseite des Slagle Ridge und mündet an deren Westufer in die Moubray Bay.
Der United States Geological Survey kartierte ihn anhand eigener Vermessungen und Luftaufnahmen der United States Navy aus den Jahren von 1960 bis 1963. Das Advisory Committee on Antarctic Names benannte ihn 1964 nach Kelly Slone von der United States Air Force, der am 15. Oktober 1958 beim Absturz einer Douglas C-124 am Kap Roget gemeinsam mit fünf weiteren Besatzungsmitgliedern ums Leben gekommen war.